# Fisico medico
Il fisico medico è un professionista sanitario che applica i principi e le metodologie della fisica in medicina, nei settori della prevenzione, della diagnosi e della cura, al fine di assicurare la qualità delle prestazioni erogate e la prevenzione dei rischi per i pazienti, gli operatori e la popolazione in generale. 
Ha un ruolo fondamentale in tutti i campi di applicazione della fisica alla medicina, ma in particolare in quello della diagnosi e della cura dei tumori: in questo campo il progresso scientifico e tecnologico è stato enorme ed ha determinato una serie di conseguenze tali da imporre l'integrazione di diverse professionalità.  
Come in altri paesi, anche in Italia esiste un'Associazione di Fisici medici, l'Associazione Italiana di Fisica Medica (AIFM), composta, attualmente, da circa 800 iscritti. L'Associazione, che rappresenta gli iscritti da un punto di vista scientifico e professionale, adotta un codice deontologico professionale a garanzia dei rapporti tra colleghi, con le Istituzioni e con i pazienti.  
È pubblicato, inoltre, ogni tre mesi Fisica in Medicina, il periodico di formazione, informazione e aggiornamento dell'AIFM. 

## Percorso formativo
In Italia il percorso formativo del Fisico Medico, ha una durata di otto anni e prevede:
- laurea in Fisica (magistrale classe LM-17, specialistica classe 20/S con il nuovo ordinamento o quadriennale con il vecchio ordinamento)

- conseguimento, in una sede universitaria, del diploma triennale (precedentemente quadriennale) di specializzazione in Fisica Medica. Al momento non sono previsti, al pari di tutti gli altri laureati non medici, contratti di formazione per lo specializzando, e dunque non sono previsti compensi economici.

Il Fisico medico deve costantemente aggiornarsi da un punto di vista professionale partecipando regolarmente ai corsi e convegni svolti nell'ambito del programma di Educazione Continua in Medicina (ECM).

## Attività professionale
La presenza nelle strutture sanitarie del dirigente fisico, specialista in Fisica medica, è prevista per legge dalla riforma sanitaria (D.Lgs. 502/1992 e successive modifiche ed integrazioni) e dal D.Lgs. 187/2000 sulla radioprotezione delle persone esposte alle radiazioni ionizzanti a scopo medico. Il Fisico medico in ospedale garantisce la sicurezza e l'efficacia della diagnosi e della terapia attraverso la valutazione e il monitoraggio periodico sia delle tecnologie utilizzate che della “dose” assorbita nel corso delle indagini radiologiche, medico nucleari e nei trattamenti radioterapici. Altre attività sono connesse al controllo e all'analisi di segnali fisiologici, alla sicurezza e alla protezione nell'uso di tutti gli agenti fisici utilizzati in ambito clinico (campi elettromagnetici, ultrasuoni, laser, ecc.) ed inoltre alla scelta e alla valutazione delle tecnologie sanitarie (Health technology Assessment).
Il Fisico medico lavora, quindi, nelle strutture del Servizio Sanitario Nazionale, principalmente negli Ospedali sia pubblici che privati di elevata complessità, nei centri universitari e di ricerca e nelle aziende private che producono apparecchiature utilizzate in medicina (acceleratori, apparecchiature diagnostiche, etc.) e dispositivi o strumentazione associati. In ambito universitario e di ricerca la specializzazione in Fisica Medica trova applicazione in tutti i campi di ricerca rivolti all'innovazione in medicina sia in collaborazione con l'industria che con le strutture sanitarie. I campi di intervento sono multidisciplinari e riguardano lo sviluppo di nuove tecnologie, lo studio dell'ampia gamma di problematiche connesse con l'impiego delle radiazioni ionizzanti nel trattamento dei tumori, l'acquisizione e la gestione delle immagini diagnostiche, l'applicazione della tecnologia digitale nelle apparecchiature mediche (Tomografia computerizzata (TC), Risonanza magnetica (RM), Tomografia a emissione di positroni (PET), etc.) che permettono una ricostruzione anatomica sempre più dettagliata, la misura e la valutazione di specifici parametri fisiologici utili alla diagnosi (flusso sanguigno, ossigenazione, potenziali bioelettrici).
Il Fisico medico si occupa di tutte le applicazioni della Fisica alla medicina, ed in particolare di:
- Terapia (Radioterapia, Radiologia interventistica, Laser, ultrasuoni, campi elettromagnetici, terapie metaboliche …)
- Diagnosi (Radiologia, Diagnostica ad Ultrasuoni, Risonanza Magnetica, Medicina nucleare)
- Informatica
- Sicurezza e protezione nell'impiego delle radiazioni (Radioprotezione)
- Sicurezza e protezione nell'impiego di agenti fisici nei settori clinici, sanitari industriali e di ricerca
- Valutazione delle tecnologie in ambito sanitario (HTA)
- Valutazione dei rischi fisici e prevenzione
- Monitoraggio segnali fisiologici (elettrocardiogramma, elettroencefalogramma, pressione arteriosa,…)
- Predisposizione capitolati di acquisto, espletamento gare e collaudi di apparecchiature

### L'attività del Fisico medico in Radioterapia
Il Fisico medico si occupa sia degli aspetti fisici, dosimetrici e tecnologici relativi al trattamento per ogni singolo paziente che del corretto e sicuro funzionamento delle apparecchiature in uso presso il reparto di Radioterapia.
- Interviene nella fase preliminare di acquisizione della tecnologia, poiché sia per formazione che per esperienza diretta, maturata attraverso le misure e i controlli che effettua sulle apparecchiature, conosce in modo approfondito i principi di funzionamento delle sofisticate apparecchiature di una moderna Radioterapia (acceleratori lineari, simulatori, apparecchi di brachiterapia…) e i fondamenti teorici delle metodiche utilizzate (IMRT, IORT, IGRT). Tali competenze lo rendono una figura chiave nell'individuare le caratteristiche tecniche adeguate alle esigenze cliniche e ai criteri di sicurezza di nuove apparecchiature da acquisire
- Effettua, prima dell'impiego clinico dell'apparecchiatura e degli accessori utilizzati per la terapia, le “prove di accettazione”, una serie di accurate misure meccaniche, geometriche e dosimetriche che ne garantiscono il corretto funzionamento e la rispondenza ai requisiti delle normative vigenti e alle Linee Guida Internazionali
- Effettua la calibrazione e la dosimetria di base dei fasci di radiazione, una serie di complesse e accurate misure dosimetriche da eseguire con idonea strumentazione, che vengono poi introdotte nei sistemi di calcolo computerizzati detti Treatment Planning System (TPS), utilizzati dal Fisico medico per la pianificazione dosimetrica del trattamento
- Effettua, prima dell'impiego clinico del sistema di pianificazione del trattamento radioterapico, prove di verifica della correttezza del calcolo e dell'acquisizione delle immagini
- Provvede affinché la sofisticata strumentazione utilizzata per la dosimetria e per i controlli di qualità risponda alle caratteristiche necessarie a garantire l'elevata accuratezza delle misure
- Predispone un rigoroso Programma di Garanzia della Qualità in base a cui effettuare controlli di qualità periodici per garantire la corretta funzionalità delle apparecchiature e il mantenimento dello standard stabilito
Gestisce i sistemi informatici e di imaging di supporto alla radioterapia.

Nei confronti dei pazienti:
- Esegue lo studio fisico dosimetrico del trattamento, ossia il calcolo e la ricerca della ottimizzazione della distribuzione di dose nel piano di trattamento, mirando ad ottenere la distribuzione più omogenea possibile delle dosi prescritte al volume tumorale, nel rispetto dei limiti di dose per la salvaguardia dei tessuti sani, secondo prescrizione medica
- Verifica la correttezza della pianificazione prima del trattamento con misure dirette nel caso di trattamenti complessi
- Verifica la correttezza della dose erogata con misure di dose in vivo, sul paziente, quando necessario
- Partecipa alla verifica della rispondenza del trattamento radioterapico a quello pianificato
- Sulla base delle proprie competenze, contribuisce all'ottimizzazione delle tecniche radioterapiche, sviluppando e applicando metodiche di controllo e di verifica adeguate alle innovazioni introdotte.

### Sicurezza
Garantisce la sicurezza degli operatori esposti e degli ambienti di lavoro.

## L'attività del Fisico medico in Radiologia e Diagnostica per Immagini
L'attività del Fisico medico è finalizzata a garantire la qualità delle procedure radiologiche. Il Fisico medico lavora in particolare per l'ottimizzazione dell'esame diagnostico, ossia per garantire che la qualità delle immagini sia adeguata a soddisfare i requisiti diagnostici e che la sicurezza del paziente, in termini di esposizione alle radiazioni, sia la massima ottenibile. 
- Effettua valutazioni tecniche in fase di innovazione e rinnovamento, partecipando a individuare le tecnologie rispondenti alle esigenze cliniche e ai criteri di sicurezza, sulla base di un'approfondita conoscenza ed esperienza, sia delle apparecchiature di diagnostica che della strumentazione necessaria alle verifiche e alle prove di seguito specificate;
- Effettua le “prove di accettazione”, sulle nuove apparecchiature prima della messa in esercizio clinico al fine di garantirne la corretta funzionalità e la rispondenza alle normative vigenti e alle Linee Guida Internazionali
- Elabora un dettagliato programma di garanzia della qualità, per la verifica del mantenimento della corretta funzionalità delle apparecchiature e la rispondenza alle richieste della normativa vigente e delle Linee Guida Internazionali
- Predispone le procedure ed effettua i controlli di qualità periodici sulle apparecchiature radiologiche
- Collabora nella gestione dei sistemi di archiviazione delle immagini RIS (Radiology Information System) e PACS (Picture Archive Communication System).

Nei confronti dei pazienti:
- Determina la dose impartita al paziente nelle procedure radiologiche con particolare attenzione all'esposizione dei pazienti pediatrici, ai programmi di screening (es: screening mammografico) e alle procedure comportanti alte dosi per il paziente, quali la radiologia interventistica e la tomografia computerizzata, come richiesto dalla normativa vigente
- Stima la dose al feto in modo da fornire al Medico Radiologo le informazioni necessarie a valutare adeguatamente i rischi correlati nelle pazienti in gravidanza, come richiesto dalla normativa vigente
- Analizza e valuta le informazioni di carattere funzionale associate a procedure diagnostiche radiologiche e non.

### Sicurezza
- Valuta i possibili effetti, per pazienti e operatori, associati all'impiego di agenti fisici diversi dalle radiazioni (campi elettromagnetici, laser,..);
- Garantisce, sia attraverso un'adeguata formazione che mediante l'adozione di dispositivi di protezione, la sicurezza degli operatori esposti durante le procedure radiologiche e di risonanza magnetica e ad altri agenti fisici (laser,..);
- Effettua la valutazione di esposizioni mediche per persone diverse dal paziente che potrebbero trovarsi coinvolte nelle pratiche radiologiche e in quelle medico nucleari (es: accompagnatori in caso di paziente pediatrico, di paziente non autosufficiente,..).
- Valuta i possibili effetti, per pazienti e operatori, associati all'impiego di agenti fisici diversi dalle radiazioni (campi elettromagnetici, laser,..);
- Garantisce, sia attraverso un'adeguata formazione che mediante l'adozione di dispositivi di protezione, la sicurezza degli operatori esposti durante le procedure radiologiche e di risonanza magnetica e ad altri agenti fisici (laser,..);
- Effettua la valutazione di esposizioni mediche per persone diverse dal paziente che potrebbero trovarsi coinvolte nelle pratiche radiologiche e in quelle medico nucleari (es: accompagnatori in caso di paziente pediatrico, di paziente non autosufficiente,..).

## In Medicina Nucleare
Il Fisico medico svolge la propria attività sia nella diagnostica medico-nucleare che nella terapia con radiofarmaci. In ambito diagnostico il Fisico medico opera per assicurare un'adeguata qualità delle immagini compatibile con le necessità cliniche, somministrando al paziente la più bassa possibile quantità di radiofarmaco, mentre nelle procedure terapeutiche elabora il piano di cura dosimetrico sul paziente calcolando la dose all'organo bersaglio e agli altri organi sani. 
- Effettua valutazioni tecniche in fase di innovazione e rinnovamento delle apparecchiature, partecipando a individuare le tecnologie rispondenti alle esigenze cliniche e ai criteri di sicurezza, sulla base di un'approfondita conoscenza ed esperienza sia delle apparecchiature di diagnostica PET, SPECT, PET/TC e SPECT/TC, che della strumentazione idonea alla preparazione e alla misura dei radiofarmaci

- Effettua le “prove di accettazione” sulle nuove apparecchiature, prima della messa in esercizio clinico, al fine di garantirne la corretta funzionalità e la rispondenza alle normative vigenti e alle Linee Guida Internazionali
- Elabora un dettagliato programma di garanzia della qualità, per la verifica del mantenimento della corretta funzionalità delle apparecchiature e la rispondenza alle richieste della normativa vigente e delle Linee Guida Internazionali
- Predispone le procedure ed effettua i controlli di qualità periodici sulle apparecchiature di medicina nucleare
- Verifica la corretta risposta degli strumenti di misura della quantità di radiofarmaco (dose) da somministrare al paziente
- Verifica la funzionalità di tutti gli strumenti di misura e i dispositivi di sicurezza atti al monitoraggio delle radiazioni negli ambienti di lavoro

- Effettua il calcolo e la ricerca della distribuzione di dose in Terapia Radiometabolica attraverso studi dosimetrici personalizzati, mirando ad ottenere la dose maggiore al bersaglio, nel rispetto dei limiti di dose all'organo critico e per la salvaguardia dei tessuti sani, secondo prescrizione medica.

Nei confronti dei pazienti:
- Si occupa dell'ottimizzazione dei protocolli di esecuzione degli esami e della elaborazione dei dati relativi alla distribuzione del tracciante radioattivo nel paziente in team multidisciplinare
- Valuta la dose impartita al paziente con particolare attenzione ai bambini e ai programmi di screening
- Stima la dose da radiazioni al feto in modo da fornire al Medico le informazioni necessarie a valutare adeguatamente i rischi correlati nelle pazienti in gravidanza
- Nelle procedure terapeutiche effettua le valutazioni della dose assorbita sul singolo paziente per il calcolo della corretta quantità di radiofarmaco da iniettare
- Effettua il monitoraggio del paziente in trattamento
- Contribuisce alla predisposizione delle norme di comportamento dei pazienti e degli operatori nell'implementazione di nuove tecniche diagnostiche e terapeutiche con nuovi radiofarmaci.

### Sicurezza
Garantisce la sicurezza degli operatori esposti e degli ambienti di lavoro.

## In Risonanza Magnetica
L'attività del Fisico medico è finalizzata a garantire la qualità degli esami effettuati. Il Fisico medico lavora per l'ottimizzazione dell'esame diagnostico, per garantire che la qualità delle immagini sia adeguata a soddisfare i requisiti diagnostici mantenendo gli adeguati livelli di sicurezza per il paziente. Partecipa inoltre alla stesura di protocolli operativi per l'implementazione di nuove tecniche avanzate (imaging funzionale) e non. 
- Effettua valutazioni tecniche in fase di innovazione e rinnovamento, partecipando a individuare le tecnologie rispondenti alle esigenze cliniche e ai criteri di sicurezza, sulla base di un'approfondita conoscenza ed esperienza, sia delle apparecchiature che della strumentazione necessaria alle verifiche e alle prove di seguito specificate
- In fase di installazione di un nuovo sistema RM valida il progetto esecutivo (scelta del sito e benestare) ed è coinvolto nella fase autorizzativa, di inizio attività e gestionale
- Effettua le “prove di accettazione”, sulle nuove apparecchiature prima della messa in esercizio clinico al fine di garantirne la corretta funzionalità e la rispondenza alle normative vigenti e alle Linee Guida Internazionali
- Elabora un dettagliato programma di garanzia della qualità, per la verifica del mantenimento della corretta funzionalità delle apparecchiature e la rispondenza alle richieste della normativa vigente e delle Linee Guida Internazionali
- Predispone le procedure ed effettua i controlli di qualità periodici sulle apparecchiature
- Collabora nella gestione dei sistemi di archiviazione delle immagini RIS (Radiology Information System) e PACS (Picture Archive Communication System).

Nei confronti dei pazienti:
- Si occupa dell'ottimizzazione dei protocolli di esecuzione degli esami, soprattutto per quanto riguarda l'implementazione di nuove tecniche o cosiddette tecniche speciali di imaging funzionale quali la spettroscopia, la trattografia, la diffusione e la perfusione (imaging funzionale)
- Elabora i dati e le immagini acquisite durante gli esami utilizzando software dedicati, valutando l'adeguatezza e la specificità dei risultati ottenuti
- Verifica la rispondenza dei risultati ottenuti utilizzando fantocci dedicati e caratteristici per ogni tipologia di esame
- Discute con il Medico Radiologo i risultati dell'elaborazione dei dati di tipo funzionale integrando tali informazioni con quelle di tipo anatomico

### Sicurezza
- Valuta i possibili effetti, per pazienti e operatori, associati all'impiego dei campi elettromagnetici e all'esposizione ad elevati campi magnetici, secondo quanto indicato dalla normativa vigente e da Linee Guida Internazionali
- Verifica la corretta installazione dei dispositivi di sicurezza e il rispetto delle indicazioni date per gli impianti speciali (climatizzazione, evacuazione gas criogeni, rilevazione ossigeno), nonché il perdurare delle caratteristiche tecniche di tali impianti e dispositivi
- Predispone le norme interne di sicurezza per i pazienti e gli operatori
- Garantisce, attraverso un'adeguata formazione, la sicurezza degli operatori e dei pazienti esposti durante le procedure secondo il D. Lgs. 81/08 e Linee Guida Internazionali.

## Impiego dei dispositivi LASER
I laser producono una radiazione monocromatica (cioè di un solo colore), molto collimata (cioè il fascio laser è molto sottile e non si allarga in modo significativo neanche a grandi distanze) e molto energetica. Queste caratteristiche possono rendere i laser, se usati da personale non competente, anche pericolosi. La radiazione laser è infatti in grado di produrre danni agli occhi (di diversa gravità, fino alla cecità) e, in misura minore essendo più resistente, alla pelle (principalmente ustioni o bruciature).
I laser sono divisi in classi di rischio (7 in totale), in relazione ai potenziali pericoli di esposizione a occhi e cute. In ordine crescente di pericolosità, tali classi sono: 1, 1M, 2, 2M, 3R, 3B e 4. I laser di classe 1 sono laser sicuri; quelli compresi tra la classe 1M e la classe 2M sono sicuri se il fascio non viene osservato direttamente con sistemi di ingrandimento (telescopi, binocoli, etc.); appartengono a questo gruppo i puntatori laser usati ai congressi e generalmente i laser usati nelle apparecchiature di diagnostica e terapia (TAC, RM, acceleratori lineari) per posizionare i pazienti. I laser compresi tra la classe 3R e la 4 sono pericolosi: è pericoloso sia osservare il fascio laser diretto sia il fascio eventualmente riflesso da specchi, infissi, ecc; sono i laser comunemente usati in campo medico. In particolare, i laser di classe 4 sono pericolosi perché in grado di produrre incendi o esplosioni in presenza di particolari ambienti e/o materiali. La generazione di fumi, quando applicati per la chirurgia sul tessuto umano, può costituire un potenziale rischio biologico. 
Per le problematiche sopra riportate, in presenza di laser di classe 3B o 4 è necessario nominare un Addetto Sicurezza Laser (ASL). La figura dell'ASL, in ospedale, è ricoperta dal Fisico medico, che collabora con il Servizio di Prevenzione e Protezione per la stesura del documento di valutazione dei rischi sopra elencati.
Il Fisico medico determina, con idonea strumentazione, la qualità della radiazione laser al fine di garantire, per quanto di propria competenza, l'efficacia del trattamento sul paziente.

### Sicurezza
- Valuta i possibili effetti, per pazienti e operatori, associati all'impiego delle radiazioni ottiche, secondo quanto indicato dalla normativa vigente e da Linee Guida Internazionali
- Verifica la corretta erogazione del fascio (potenza, energia, allineamento) e il corretto funzionamento dei dispositivi di sicurezza (segnaletica luminosa, pulsante di arresto del fascio)
- Predispone le norme interne di sicurezza per gli operatori
- Garantisce, attraverso un'adeguata formazione, la sicurezza degli operatori esposti durante le procedure secondo il D. Lgs. 81/08 e Linee Guida Internazionali.

## Il fisico medico nella ricerca
All'interno della struttura ospedaliera il Fisico medico si occupa di aspetti inerenti alla ricerca e allo sviluppo, collaborando con i medici specialisti per l'implementazione e l'ottimizzazione di nuovi protocolli di diagnosi e cura. Tale attività trova spazio inoltre nelle collaborazioni con le università e con gli Enti Pubblici di Ricerca, nelle quali oltre all'attività di ricerca nei settori della Fisica medica, il Fisico medico svolge attività didattica sia nelle Scuole di Specializzazione di Fisica medica, per la formazione degli specializzandi, che in tutti i Corsi di laurea e di specializzazione in cui esistono corsi di Fisica applicata alla medicina. 
Il Fisico medico può quindi partecipare a ricerche proprio nel campo della fisica applicata alla medicina, nei vari ambiti in cui opera, come la dosimetria e la valutazione dei rischi, per la messa a punto di nuovi sistemi, per lo sviluppo e per l'implementazione di modelli e algoritmi di calcolo e di elaborazione di dati, anche in collaborazione con le ditte facendo da tramite tra le richieste e necessità della clinica e la realtà esterna di sviluppo e produzione di dispositivi e sistemi. 
I risultati delle attività del Fisico medico, nei settori che lo coinvolgono, sono pubblicati in riviste scientifiche nazionali e internazionali specializzate nella Fisica Medica (Physica Medica, Medical Physics, Physics in medicine and biology. etc.).